# Rue Saint-Louis (Québec)
Pour les articles homonymes, voir Rue Saint-Louis.
Ne doit pas être confondu avec Chemin Saint-Louis.
La rue Saint-Louis est l'une des plus anciennes rue de la ville de Québec.

## Situation et accès
Cette voie d'orientation est-ouest s'étend de la terrasse Dufferin à la porte Saint-Louis, continuant ensuite sous le nom de Grande Allée puis de chemin Saint-Louis.
Elle est légèrement courbée et longue de 500 m. Les numéros civiques vont de 1 à 100, partant de la terrasse Dufferin.

## Origine du nom
Son nom rappelle qu'à l'origine elle était la voie d'accès au château Saint-Louis.

## Historique
Son origine remonte au XVIIe siècle alors qu'un chemin relie le fort Saint-Louis à Sillery et Cap-Rouge.
C'est dans une maison de la rue Saint-Louis que le lieutenant-général des armées en Nouvelle-France, Louis-Joseph de Montcalm, est décédé le 14 septembre 1759. Démolie, elle a été remplacée en 1870 par celle dont le numéro civique est le 47. Une plaque commémorative y est apposée.

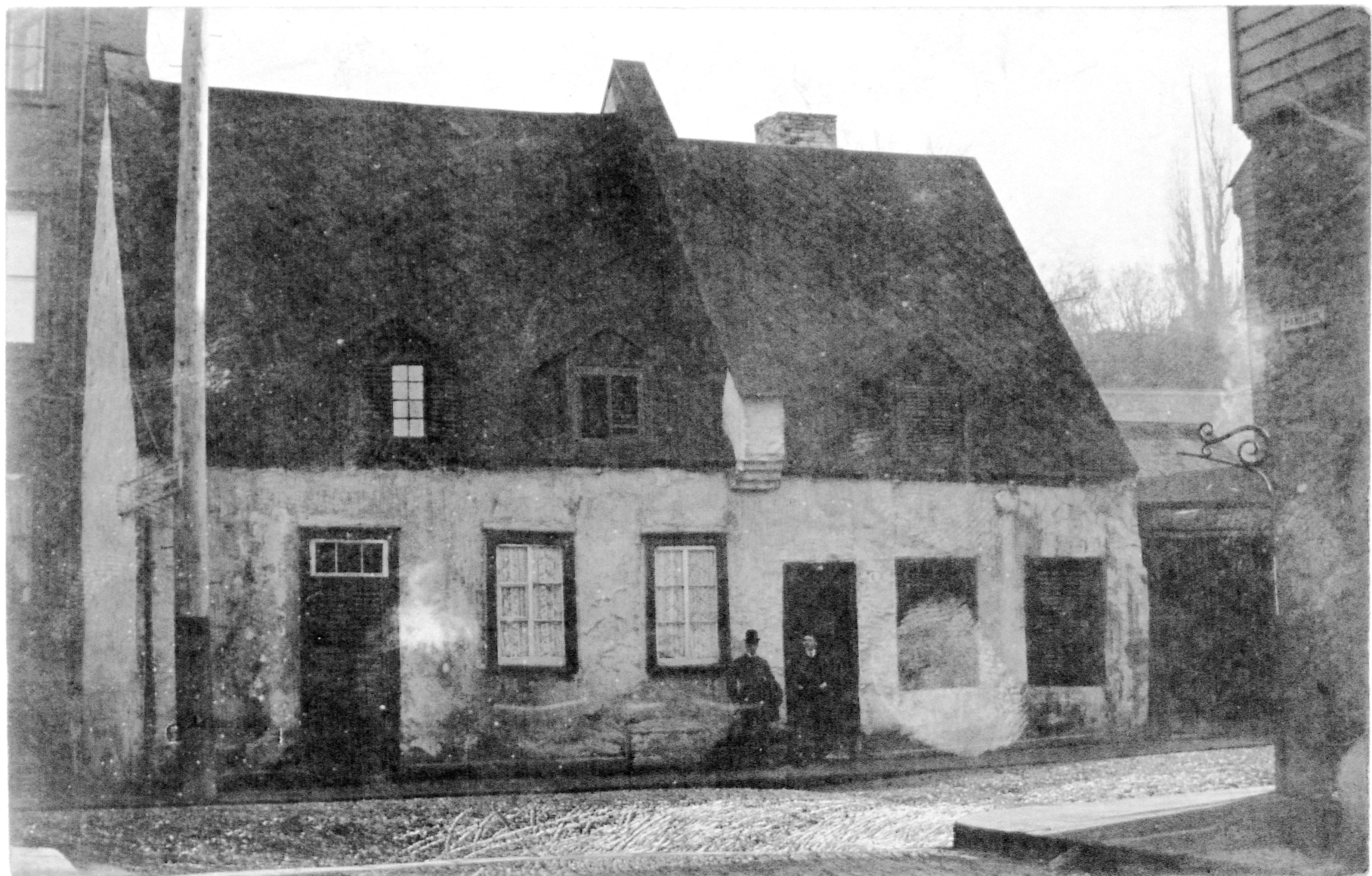
Maison où est décédé Montcalm
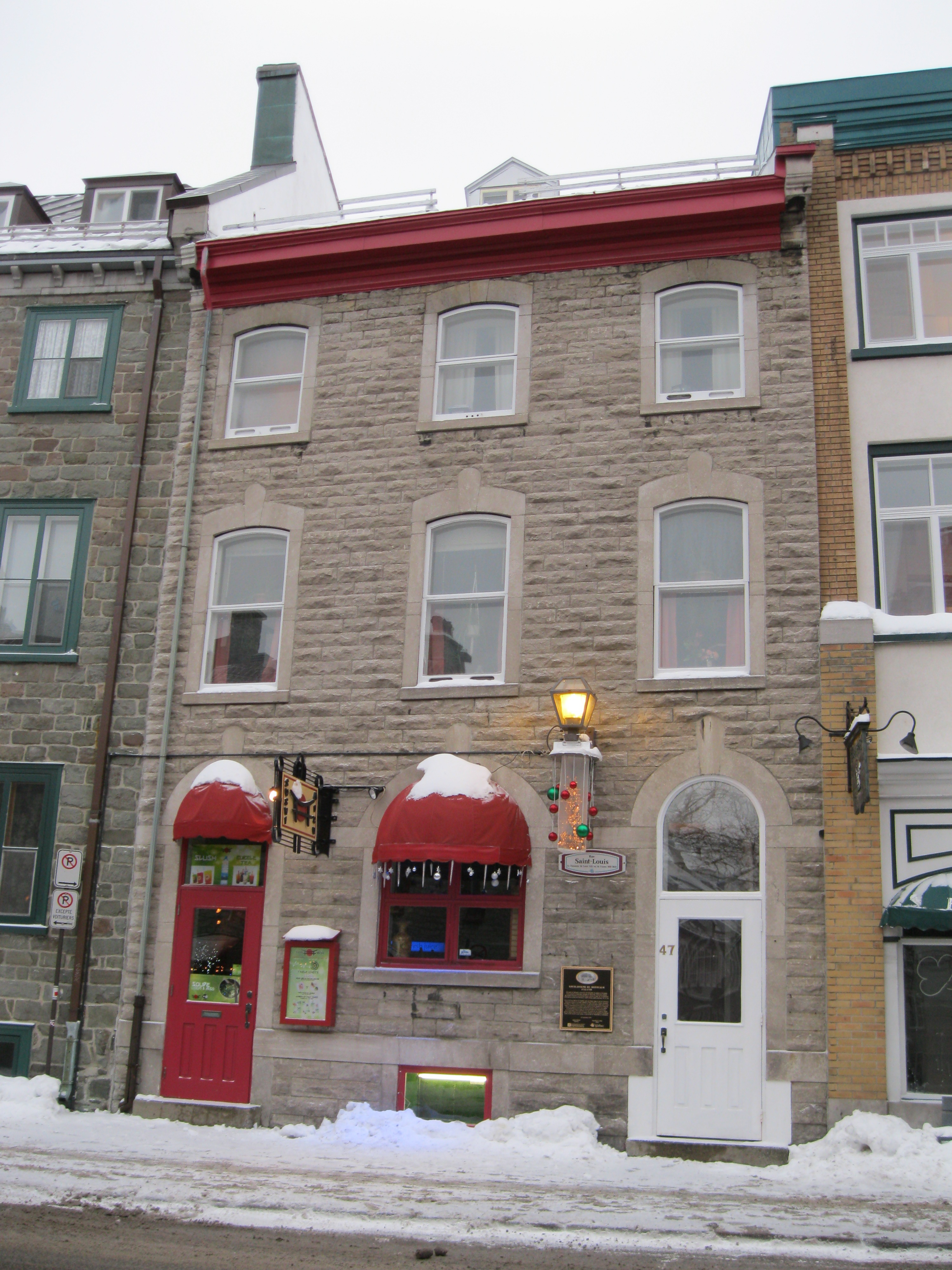
47
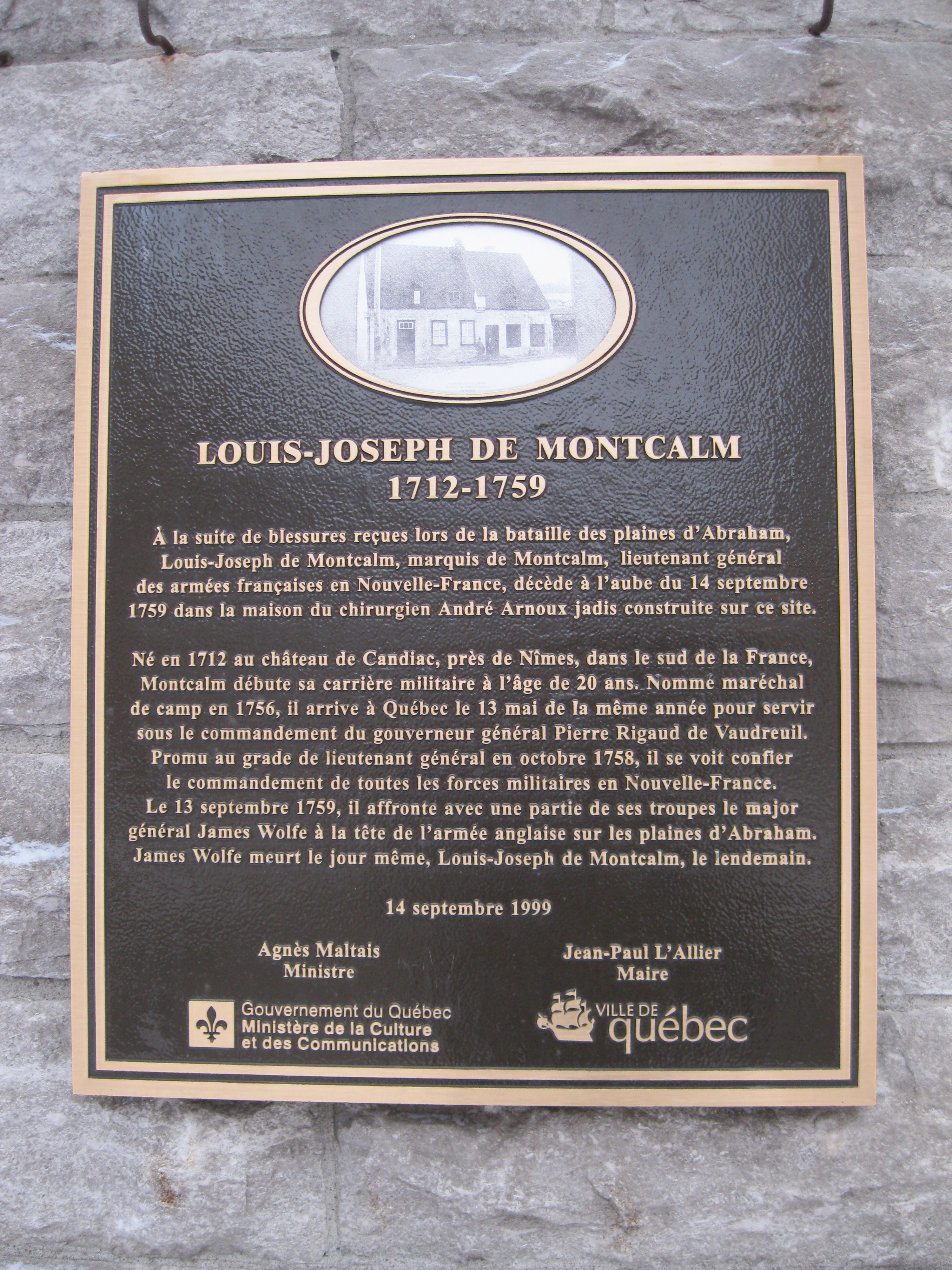
plaque

C'est également sur la rue Saint-Louis que se trouvait le premier hôtel de ville permanent de Québec (1840-1896), la maison Dunn, au numéro civique 78. À cet endroit se trouvent, depuis 1899, les maisons en rangées Alexandre-Chauveau. Une plaque le rappelle. 46° 48′ 37″ N, 71° 12′ 34″ O

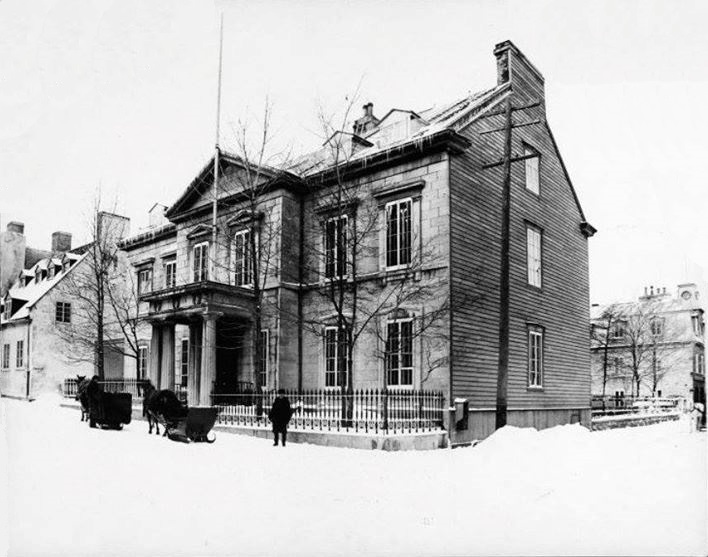
Maison Dunn, vers 1895
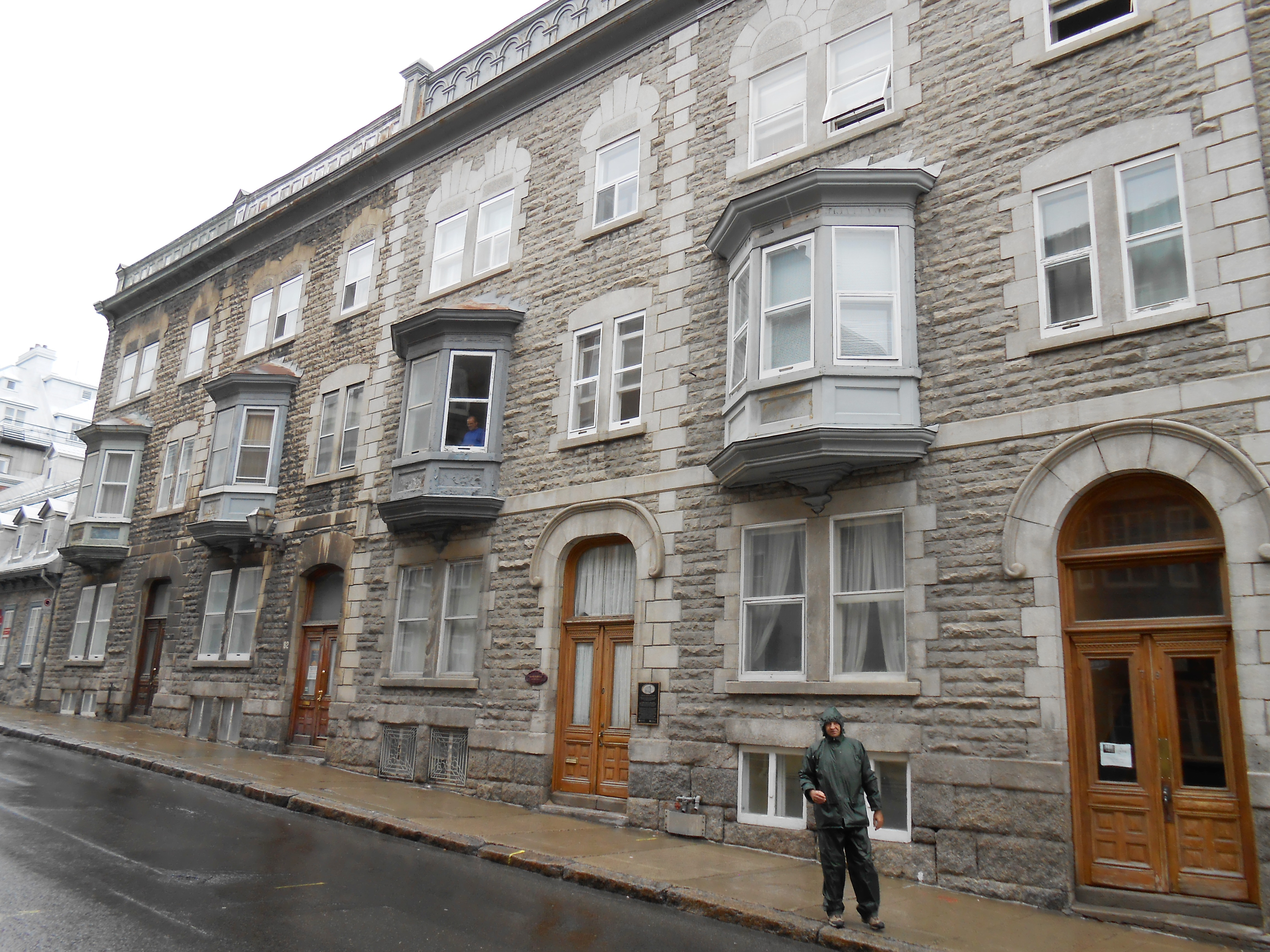
Maisons en rangée Alexandre-Chauveau

## Bâtiments remarquables et lieux de mémoire
La rue Saint-Louis est bordée par des bâtiments dont certains font partie du patrimoine culturel :
| no             | Côté | Photo | Notes |
| -------------- | ---- | ----- | --- |
| 5              | Sud  |       | Restaurant Le Petit Chateau. Construit vers 1960. |
| 12             | Nord |       | Édifice Gérard-D.-Levesque. Construit de 1883 à 1887. Siège du ministère des Finances et ancien palais de justice de Québec. |
| 17             | Sud  |       | Maison Maillou. Construite en 1736. Siège de la Chambre de commerce et d'industrie de Québec depuis 1960. |
| 25             | Sud  |       | Maison du Duc-de-Kent. Construite en 1648. Abrite le consulat général de France à Québec entre 1980 et 2015. |
| 26             | Nord |       | Construite en 1844. Fut habitée par Jean-Thomas Taschereau. |
| 28-32          | Nord |       | Construit en 1855. Fut occupé par le Temple maçonnique de Québec. |
| 33, 35, 39     | Sud  |       | Les Maisons de Beaucours. Construites en 1997-1998. Ancien site de l'hôtel Saint-Louis. |
| 34             | Nord |       | Maison François-Jacquet-Dit-Langevin. Construite en 1675. Agrandie en 1690, 1795, 1818–1820. Réaménagée à l'intérieur en 1898. Surélevée en 1898. Restaurée en 1958. Fut propriété de Philippe Aubert de Gaspé en 1815-1816. Abrite le restaurant Aux Anciens Canadiens depuis 1966. |
| 38             | Nord |       | Frontenac House. Construite en 1848-1849. Fut habitée par Louis de Gonzague Baillargé et René-Édouard Caron. |
| 40-42          | Sud  |       | Construit vers 1825. |
| 41, 41 ½, 43   | Sud  |       | . |
| 44             | Nord |       | Maison John-Grout. Construite vers 1825. |
| 46             | Nord |       | Construit en 1782. Fut habité par plusieurs notables dont Joseph Bouchette, Simon McTavish, Elzéar-Henri Juchereau Duchesnay, Henri-Elzéar Taschereau et Louis-Joseph-Alfred Simard.                                                                                                 |
| 47             | Sud  |       | Construit en 1870. |
| 47-A           | Sud  |       | . |
| 48-50          | Nord |       | Construit vers 1832. Fut occupé par plusieurs notables dont Ulric-Joseph Tessier, Louis de Gonzague Baillargé et Charles-Alphonse-Pantaléon Pelletier. |
| 49-49 ½        | Sud  |       | Construit vers 1870. |
| 51             | Sud  |       | Construit vers 1870. |
| 52             | Nord |       | Maison William-Henderson. Construite en 1819 . |
| 53-55          | Sud  |       | Construit en 1925. |
| 54             | Nord |       | Construit en 1831. Fut la propriété de Jean-François-Joseph Duval. |
| 56             | Nord |       | Maison Aylwin. Construite en 1830. Fut la propriété de Jean-François-Joseph Duval. |
| 57-57A         | Sud  |       | Ancienne salle à manger 2 et remise. Construit en 1750. |
| 57-63          | Sud  |       | Maison Péan-de-Livaudière |
| 58             | Nord |       | Construit en 1830–1831. Fut la résidence de Charles Baillairgé. |
| 60             | Nord |       | Maison Crémazie. Construite en 1830–1831. |
| 62-66          | Nord |       | Maison Narcisse-Fortunat-Belleau. Construit en 1827–1829. Fut la propriété de William Power, Narcisse-Fortunat Belleau, Charles Joseph Alleyn et Jean-Docile Brousseau. |
| 63-63A         | Sud  |       | Ancien mess no 1. Construit en 1750. |
| 65-67          | Sud  |       | . |
| 68-68 ½        | Nord |       | St. George House. Construit en 1815-1816. |
| 70             | Nord |       | Construit en 1815-1816. Fut la propriété de Ulric-Joseph Tessier et Alexandre Chauveau. |
| 72             | Nord |       | Maison Charles-Baillairgé. Construite en 1890. Fut la propriété de Charles Baillairgé. |
| 73             | Sud  |       | Construit en 1880. |
| 74             | Nord |       | Maison Catherine-Hasting. Construite en 1890. |
| 75             | Sud  |       | Construit en 1936. |
| 76             | Nord |       | Construit en 1828. |
| 77             | Sud  |       | Construit en 1900. |
| 78, 80, 82, 84 | Nord |       | Maisons en rangée Alexandre-Chauveau. Construites en 1899. |
| 79             | Sud  |       | Construit en 1900. |
| 81             | Sud  |       | Construit en 1850. |
| 83-85          | Sud  |       | Construit en 1856. Fut habité par Adolphe-Basile Routhier,. |
| 86             | Nord |       | Maison Michel-Cureux. Construite en 1729. Surélevée en 1897. Restaurée en 1968. |
| 87             | Sud  |       | Maison Sewell. Construite en 1803-1804. Fut la propriété de Jonathan Sewell. |
| 88-90          | Nord |       | Construit en 1900. |
| 97             | Sud  |       | Cercle de la Garnison de Québec. Construit en 1816. Originellement le Bureau des ingénieurs royaux britanniques. |
| 100            | Nord |       | Poudrière de l'Esplanade |

### Monuments
À l'intersection de la côte de la Citadelle, se trouve le monument aux Conférences de Québec. Dévoilé en 1998, il rappelle la tenue de deux rencontres : la Conférence de Québec (1943) et la Seconde Conférence de Québec (1944). Le monument comprend les bustes de Winston Churchill et de Franklin Delano Roosevelt. 46° 48′ 34″ N, 71° 12′ 40″ O

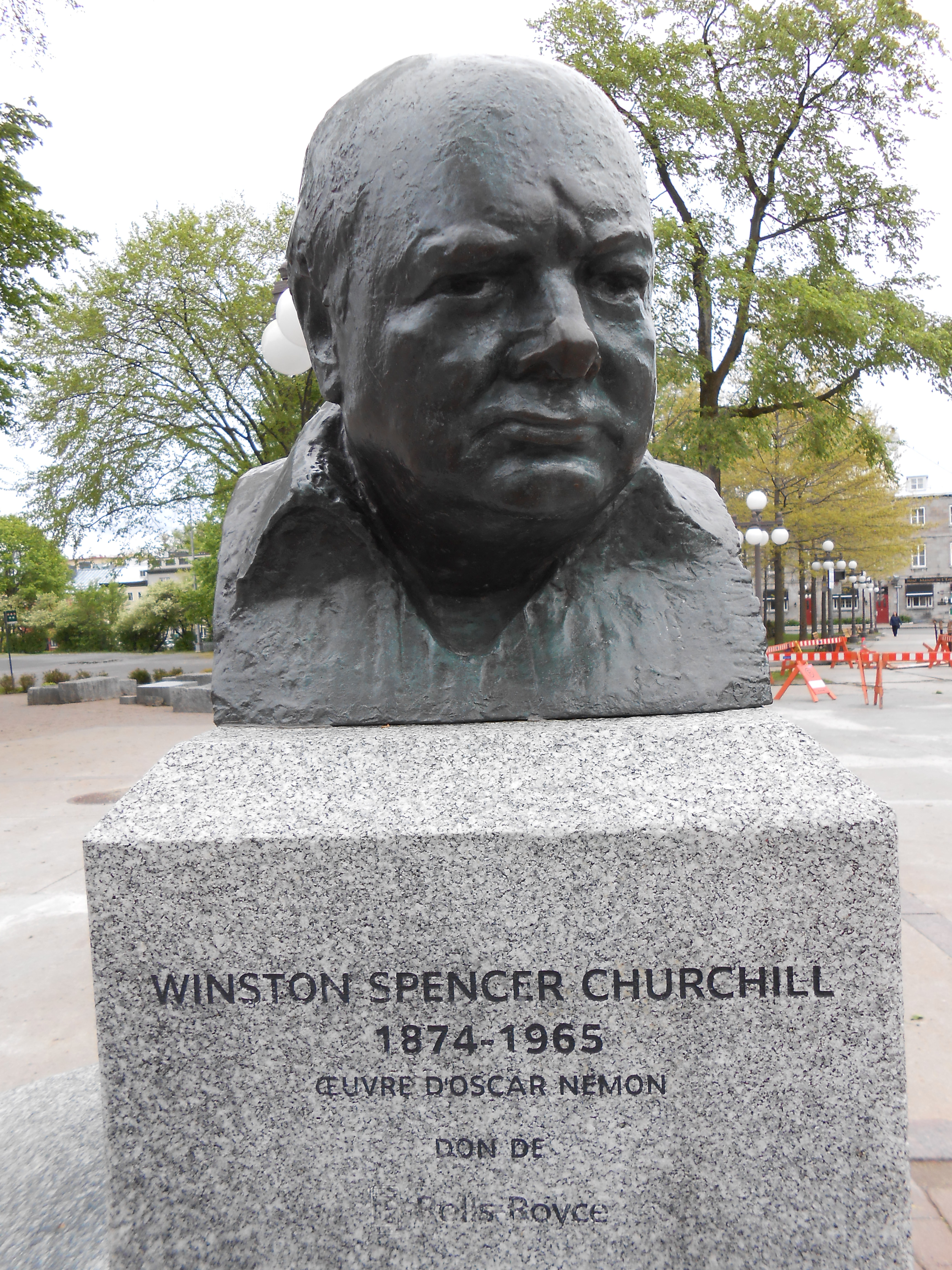
Churchill
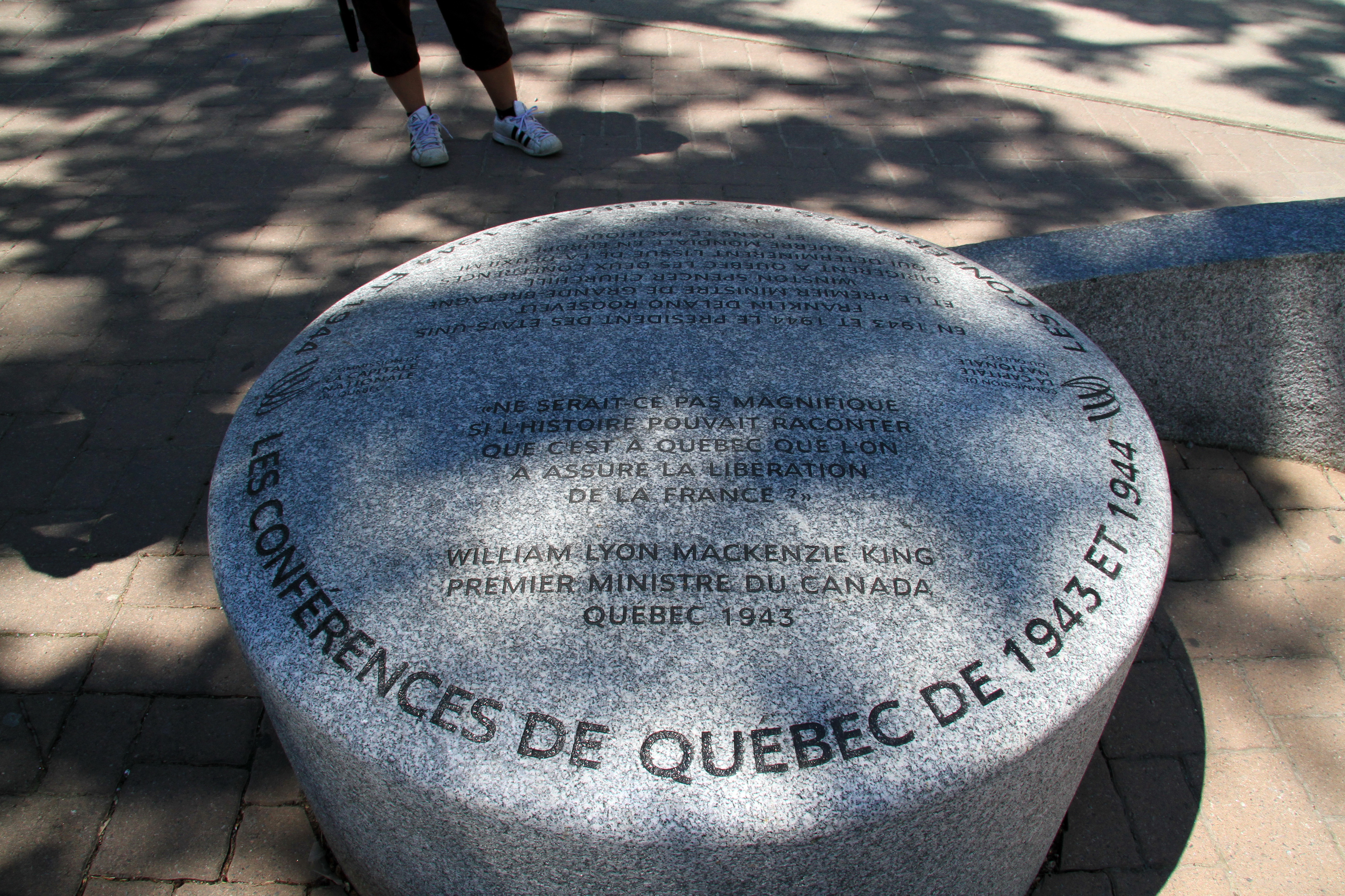
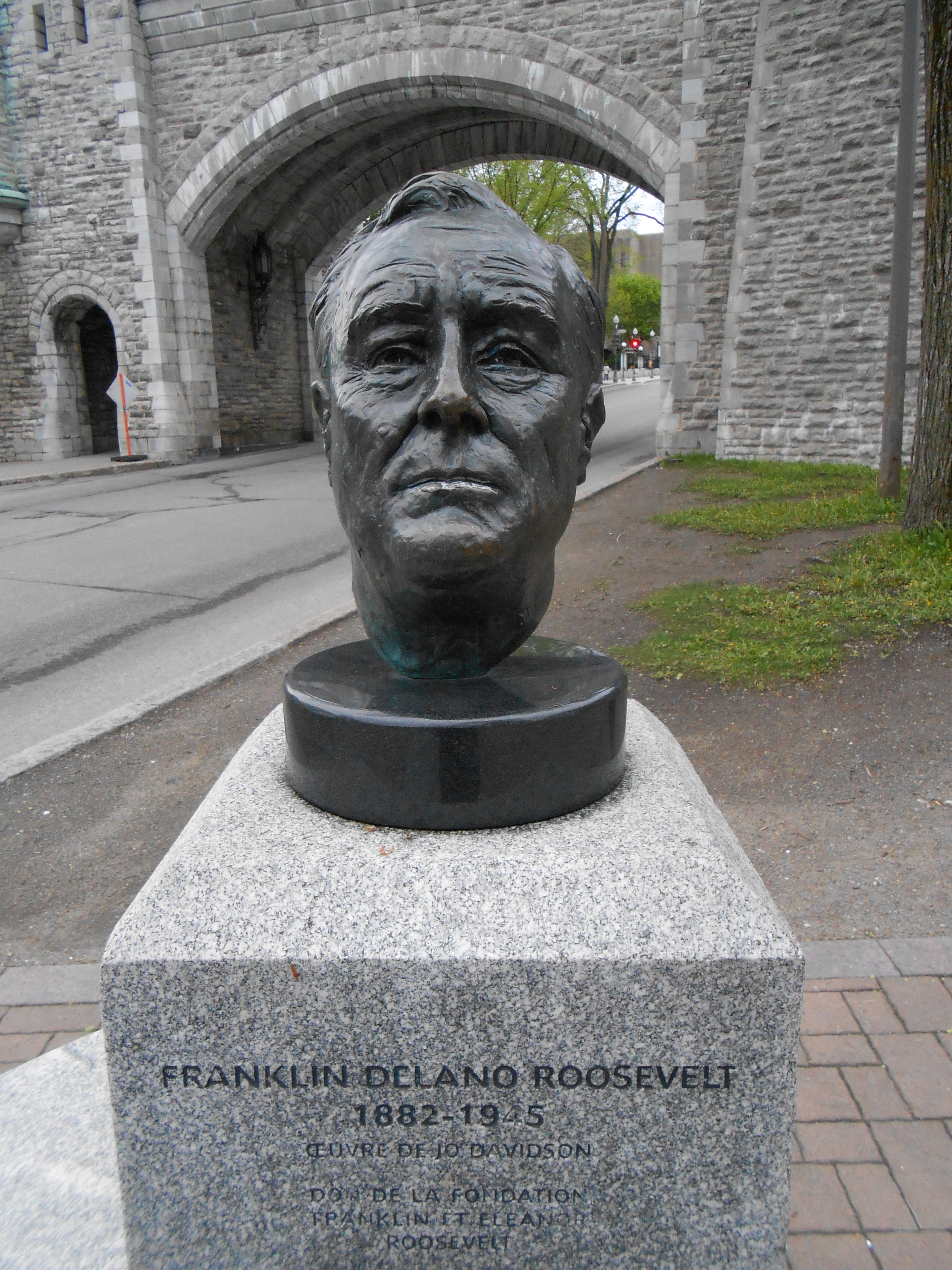
Roosevelt

Dans le parc de l'Esplanade, il y a le monument des héros de la guerre de Boers.

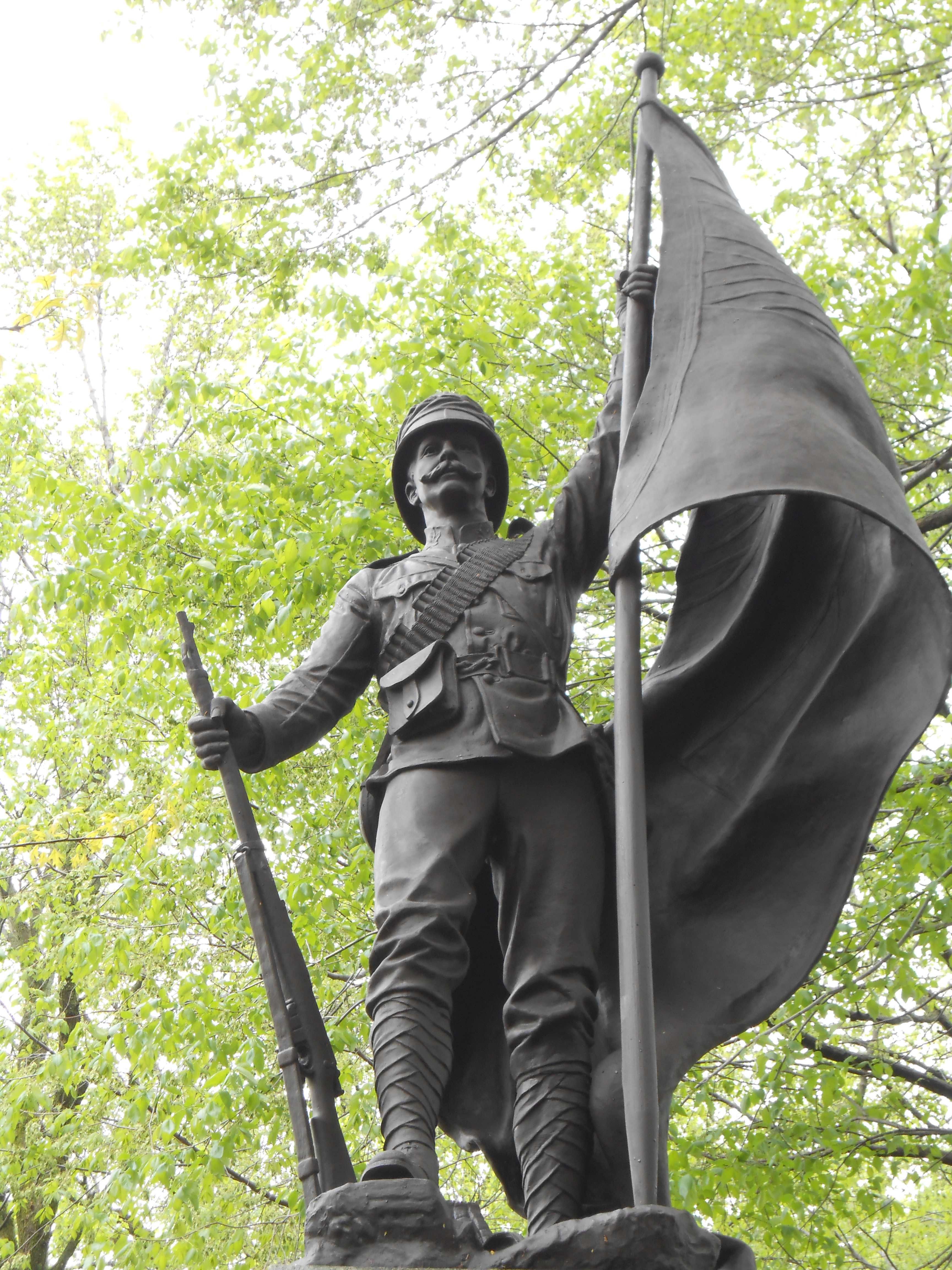

Un monument devrait remplacer l'arbre au boulet de la rue Saint-Louis, à l'angle de la rue du Corps-de-Garde, abattu par la Ville en 2021.

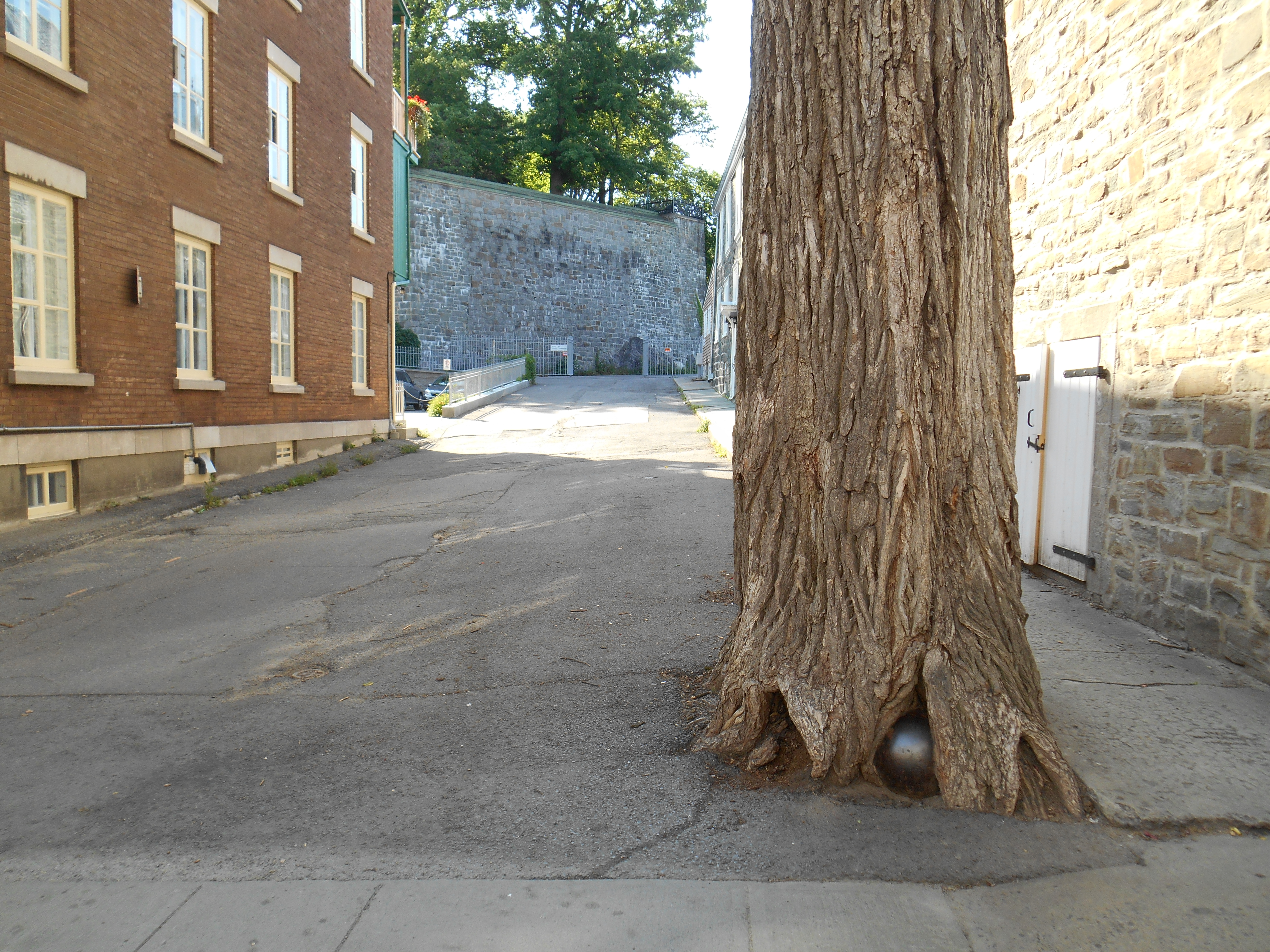